# Cynanthus canivetii
Esmeralda-de-canivet ou esmeralda-centro-americana (Cynanthus canivetii) é uma espécie de ave da família Trochilidae (beija-flores).
Pode ser encontrada nos seguintes países: Belize, Costa Rica, El Salvador, Guatemala, Honduras, México e Nicarágua.
Os seus habitats naturais são: florestas secas tropicais ou subtropicais , florestas subtropicais ou tropicais húmidas de baixa altitude e florestas secundárias altamente degradadas.